# Giải bóng đá vô địch quốc gia Tajikistan 1992
Giải bóng đá vô địch quốc gia Tajikistan là giải bóng đá cao nhất của Liên đoàn bóng đá Tajikistan, thành lập năm 1992.  Đây là thống kê của Giải bóng đá vô địch quốc gia Tajikistan mùa giải 1992.

## Bảng xếp hạng
| VT | Đội                  | ST | T  | H | B  | BT | BB | HS  | Đ  |
| -- | -------------------- | -- | -- | - | -- | -- | -- | --- | -- |
| 1  | Pamir Dushanbe (C)   | 20 | 16 | 1 | 3  | 61 | 15 | +46 | 33 |
| 2  | Regar-TadAZ          | 20 | 11 | 4 | 5  | 27 | 11 | +16 | 26 |
| 3  | Vakhsh               | 20 | 11 | 2 | 7  | 36 | 23 | +13 | 24 |
| 4  | Khujand              | 20 | 10 | 4 | 6  | 14 | 16 | −2  | 24 |
| 5  | Pakhtakor Proletarsk | 20 | 11 | 1 | 8  | 23 | 30 | −7  | 23 |
| 6  | Istaravshan          | 20 | 10 | 3 | 7  | 27 | 35 | −8  | 23 |
| 7  | Shodmon Ghissar      | 20 | 8  | 4 | 8  | 18 | 16 | +2  | 20 |
| 8  | Sokhibkor Dushanbe   | 20 | 7  | 4 | 9  | 19 | 19 | 0   | 18 |
| 9  | Saikhun Khodjent     | 20 | 6  | 5 | 9  | 21 | 27 | −6  | 17 |
| 10 | Sitora Dushanbe      | 20 | 3  | 3 | 14 | 11 | 31 | −20 | 9  |
| 11 | Khosilot Farkhor     | 10 | 1  | 0 | 9  | 6  | 24 | −18 | 2  |
| 12 | Ravshan Kulob        | 10 | 0  | 1 | 9  | 4  | 20 | −16 | 1  |

1. 1 2  Khosilot and Ravshan withdrew because of political reasons

## Vua phá lưới
| Thứ hạng | Cầu thủ            | Câu lạc bộ     | Bàn thắng |
| -------- | ------------------ | -------------- | --------- |
| 1        | Umed Alidodov      | Pamir Dushanbe | 11        |
| 2        | Alier Ashurmamadov | Pamir Dushanbe | 10        |
| 2        | Georgi Takhokhov   | Pamir Dushanbe | 10        |